# Tetsu Sugiyama
Tetsu Sugiyama (杉山 哲 Sugiyama Tetsu?), född 26 juni 1981 i Kumamoto prefektur, är en japansk fotbollsspelare.
Sugiyama började sin karriär 2004 i Kashima Antlers. 2012 flyttade han till Consadole Sapporo (Hokkaido Consadole Sapporo). Han spelade 49 ligamatcher för klubben.